# Nils Mani
Pour les articles homonymes, voir Mani.
Nils Mani est un skieur alpin suisse, né le 23 mai 1992.

## Biographie
Il est actif dans les compétitions officielles de la FIS à partir de la saison 2007-2008.
Aux Championnats du monde junior 2012, il est médaillé d'argent au super G et médaillé de bronze à la descente. 
Aux Championnats du monde junior 2013, il est médaillé d'argent au super G et médaillé d'or à la descente. 
Il fait ses débuts en Coupe du monde en décembre 2012. Il marque ses premiers points deux semaines plus tard en terminant 27e de la descente de Bormio. Il obtient son premier top 10 en décembre 2016 à la descente de Val Gardena où il est 9e, malgré le dossard 56. En janvier 2017, il arrive cinquième du combiné alpin de Wengen.
En Coupe d'Europe, il monte sur huit podiums dont une première place, obtenue en descente en décembre 2013.

## Palmarès

### Coupe du monde
- Meilleur classement général : 79e en 2017.
- Meilleur résultat : 5e.

#### Différents classements en Coupe du monde
| Année/Classement | Année/Classement | Général | Général | Descente | Descente | Super G | Super G | Slalom géant | Slalom géant | Slalom | Slalom | Combiné | Combiné |
| ---------------- | ---------------- | ------- | ------- | -------- | -------- | ------- | ------- | ------------ | ------------ | ------ | ------ | ------- | ------- |
| Année/Classement | Année/Classement | Class.  | Points  | Class.   | Points   | Class.  | Points  | Class.       | Points       | Class. | Points | Class.  | Points  |
| 2013             | 2013             | 139e    | 4       | 53e      | 4        | -       | -       | -            | -            | -      | -      | -       | -       |
| 2014             | 2014             | 129e    | 8       | 48e      | 8        | -       | -       | -            | -            | -      | -      | -       | -       |
| 2015             | 2015             | 151e    | 1       | -        | -        | 60e     | 1       | -            | -            | -      | -      | -       | -       |
| 2016             | 2016             | 113e    | 29      | 57e      | 5        | -       | -       | -            | -            | -      | -      | 24e     | 24      |
| 2017             | 2017             | 79e     | 83      | 35e      | 32       | -       | -       | -            | -            | -      | -      | 11e     | 51      |
| 2018             | 2018             | 127e    | 16      | 53e      | 3        | -       | -       | -            | -            | -      | -      | 30e     | 13      |
| 2019             | 2019             | 145e    | 6       | 54e      | 6        | -       | -       | -            | -            | -      | -      |         |         |

### Championnats du monde junior
- Roccaraso 2012 :
  -  Médaille d'argent en super G[2].
  -  Médaille de bronze en descente[3].
- Québec 2013 :
  -  Médaille d'or en descente[4].
  -  Médaille d'argent en super G[5].

### Coupe d'Europe
- 5e du classement général en 2014.
- Vainqueur du classement de la descente en 2019.
- 1 victoire en descente.